# چیتا (خواننده رپ)
کیم اون یونگ (کره‌ای: 김은영؛ زادهٔ ۲۵ مه ۱۹۹۰) که با نام هنری چیتا (کره‌ای: 치타) شناخته می‌شود، رپر اهل کره جنوبی است.